# Greg K.
Gregory David Kriesel, mais conhecido como Greg K. (Glendale, 20 de janeiro de 1965), é um baixista estadunidense. Ele é ex-membro fundador da banda californiana The Offspring ao lado de Dexter Holland,[carece de fontes?] com quem tem uma gravadora independente chamada Nitro Records, fundada em 1994. Saiu do Offspring em 2018.

## Equipamentos
- Ibanez Custom ATK1300
- Ibanez Custom RD500
- DR 105 Medium Strings
- Sony Wireless System
- Furman PL-8 Power Converter
- Sabine RT-1601 Rack Tuner
- Whirlwind Line Selector
- Gallien-Krueger 2000 RB Bass Head
- Mesa Boogie 2x15 Cabinet
- Mesa Boogie 4x10 Cabinet